# Justus Strelow
Justus Strelow (30 dicembre 1996) è un biatleta tedesco.

## Biografia
Strelow ai Mondiali juniores di Brezno-Osrblie 2017 ha conquistato la medaglia di bronzo nella staffetta; in Coppa del Mondo ha esordito il 19 marzo 2021 a Östersund in sprint (37º) e ha ottenuto il primo podio il 1º dicembre 2022 a Kontiolahti in staffetta (2º). Ai Mondiali di Oberhof 2023, sua prima presenza iridata, si è classificato 12º nella sprint, 11º nell'inseguimento, 13º nella partenza in linea, 13º nell'individuale e 5º nella staffetta; il 20 gennaio 2024 ha conquistato ad Anterselva in staffetta mista individuale la prima vittoria in Coppa del Mondo e ai successivi di Nové Město na Moravě 2024 si è piazzato 16º nella partenza in linea, 4º nella staffetta, 5º nella staffetta mista e 6º nella staffetta mista individuale. Ai Mondiali di Lenzerheide 2025 ha vinto la medaglia di bronzo nella staffetta mista e nella staffetta mista individuale ed è stato 30º nella sprint e 31º nell'inseguimento; non ha preso parte a rassegne olimpiche.

## Palmarès

### Mondiali
- 2 medaglie:
  - 2 bronzi (staffetta mista, staffetta mista individuale a Lenzerheide 2025)

### Mondiali juniores
- 1 medaglia:
  - 1 bronzo (staffetta a Brezno-Osrblie 2017)

### Europei
- 3 medaglie:
  - 1 oro (staffetta singola mista a Duszniki-Zdrój 2021)
  - 1 argento (staffetta singola mista a Minsk-Raubyči 2020)
  - 1 bronzo (staffetta singola mista a Arber 2022)

### Coppa del Mondo
- Miglior piazzamento in classifica generale: 14º nel 2024
- 9 podi (1 individuale, 8 a squadre):
  - 1 vittoria (a squadre)
  - 3 secondi posti (1 individuale, 2 a squadre)
  - 5 terzi posti (a squadre)

#### Coppa del Mondo - vittorie
| Data            | Località   | Paese  | Specialità              |
| --------------- | ---------- | ------ | ----------------------- |
| 20 gennaio 2024 | Anterselva | Italia | SMX (con Vanessa Voigt) |

Legenda:

SMX = staffetta mista individuale